# Comté de Centre
Le comté de Centre est un comté américain de l'État de Pennsylvanie. Au recensement de 2020, le comté compte 158 712 habitants. Il a été créé le 13 février 1800, à partir des comtés de Huntingdon, de Lycoming, de Mifflin et de Northumberland. Son nom provient de sa position centrale dans l'État. Le siège du comté se situe à Bellefonte.
Le comté de Centre fait partie de la région métropolitaine de State College.

## Démographie
| Groupe            | Comté de Centre | Pennsylvanie | États-Unis |
| ----------------- | --------------- | ------------ | ---------- |
| Blancs            | 82              | 73,5         | 58         |
| Latino-Américains | 3,6             | 8,1          | 19         |
| Afro-Américains   | 3,3             | 10,5         | 12,1       |
| Asiatiques        | 7,2             | 3,4          | 6,2        |
| Métis             | 3,4             | 3,3          | 4,1        |
| Autres            | 0,3             | 0,4          | 0,5        |
| Amérindiens       | 0,08            | 0,1          | 0,9        |
| Océano-américains | 0,02            | 0,02         | 0,2        |
| Total             | 100             | 100          | 100        |